# Dumitru Popescu (fotbalist)
Dumitru Popescu (n. 11 aprilie 1995, Chișinău) este un fotbalist din Republica Moldova, care evoluează la clubul Academia Chișinău sub formă de împrumut de la FC Dacia Chișinău.